# Seseli longifolium
Seseli longifolium — вид квіткових рослин з родини окружкових (Apiaceae). Ареал: Франція, Італія, Іспанія.